# Goose Island State Park
Der Goose Island State Park befindet sich auf einer Höhe von 7 m über dem Meer zwischen der Aransas Bay und der St. Charles Bay am Golf von Mexiko. Der State Park liegt nördlich von Rockport im Aransas County des US-Bundesstaates Texas.
Das 130 ha große Gelände wurde zwischen 1931 und 1935 erworben, als State Park ausgewiesen und vom Civilian Conservation Corps eingerichtet. Die Hauptattraktion ist eine auf über tausend Jahre geschätzte Virginia-Eiche, die den Beinamen „Big Tree“ bekommen hat und seit 1969 als State Champion Coastal Live Oak eingestuft wird. Der 13,50 m hohe Baum hat einen Stammumfang von etwa 10,67 Meter und der Kronendurchmesser beträgt 27,50 m.
Die Küstenbereiche sind nicht zum Baden geeignet und bestehen aus Marschland, sumpfigen Flächen oder Austernschalen. Bootfahren, Fischen, Natur- und Vogelbeobachtung gehören zu den beliebten Freizeitaktivitäten der Parkbesucher. Übernachtungsmöglichkeiten sind vorhanden.
In den Küstengewässern leben Welsartige, Schwarzer Trommler und Roter Trommler, verschiedene Flunderarten, Forellen, Haie, Sträflings-Brassen und Tarpune.

## Verweise
1. ↑  http://www.tpwd.state.tx.us/spdest/findadest/parks/goose_island/
2. ↑  http://www.tpwd.state.tx.us/publications/pwdpubs/media/pwd_lf_p4502_0064i.pdf